# Bertil Nilsson (ingenjör)
Karl Bertil Nilsson, född 28 november 1931 i Håsjö församling, Jämtlands län, död 8 maj 2012 i Frösö församling, Jämtlands län, var en svensk väg- och vattenbyggnadsingenjör.
Nilsson, som var son till hemmansägare Erik Nilsson och Hulda Gerdin, avlade studentexamen i Stockholm 1956 och utexaminerades från Kungliga Tekniska högskolan 1960. Han blev byråingenjör på stadsingenjörskontoret i Nacka stad 1961 och var stadsingenjör i Arboga stad från 1964.